# ジャン＝ピエール・リネル
ジャン＝ピエール・パトリック・リネル・ペベ（Jean-Pierre Patrick Rhyner Pebe, 1996年3月16日 - ）は、スイス・チューリッヒ州チューリッヒ出身のサッカー選手。ヴォロスNPS所属。ポジションはDF。

## クラブ経歴
9歳の時に地元のグラスホッパー・クラブ・チューリッヒのユースチームに入団。2016年にトップチームに昇格。8月25日のUEFAヨーロッパリーグのフェネルバフチェSK戦でプロデビュー。2017年1月から1年間はローン移籍でFCシャフハウゼンでプレー。2018年1月にグラスホッパーに復帰し、以降先発に定着した。
2019年7月1日、カディスCFと3年契約を締結。加入1年目の2019-20シーズンは、セグンダ・ディビシオンで8試合の出場に終わったものの、チームは2位に入り、2005-06シーズン以来のラ・リーガ復帰が決定。2020年1月15日のCDミランデス戦で、移籍後初ゴールを決めた。
2021年1月16日、オランダのFCエメンに買い取りオプション付き、シーズン終了までの契約でレンタル移籍した。
2021年6月30日、ヴォロスNPSに移籍した。

## 代表歴
2015年から3年間、各ユース世代のスイス代表でプレーしたものの、2014年にはU-18のペルー代表でプレーした。
2020年7月22日、FIFAはリネルのペルー代表への代表変更を許可した。

## 人物
- 母親はペルー人で、スイスとペルーの二重国籍者ということもあり、母親の国籍を行使してペルー代表でのプレーを選ぶことも可能になっている。